# Познанский повет
Познанский повет (пол. Powiat poznański) — повят (район) в Польше, входит как административная единица в Великопольское воеводство. Центр повета — город Познань (в состав повята не входит). Занимает площадь 1899,61 км². Население — 366 037 человек (на 31 декабря 2015 года).

## Административное деление
- городские гмины: Любонь, Пущиково
- городско-сельские гмины: Гмина Бук, Гмина Костшин, Гмина Курник, Гмина Мосина, Гмина Мурована‑Гослина, Гмина Победзиска, Гмина Стеншев, Гмина Сважендз
- сельские гмины: Гмина Червонак, Гмина Допево, Гмина Клещево, Гмина Коморники, Гмина Рокетница, Гмина Сухы‑Ляс, Гмина Тарново‑Подгурне

## Демография
Население повята дано на 31 декабря 2015 года.
| Перепись            | Всего  | Мужчины | Женщины |
| ------------------- | ------ | ------- | ------- |
| Всего               | 366037 | 178345  | 187692  |
| Городское население | 134238 | 64579   | 69659   |
| Сельское население  | 231799 | 113766  | 118033  |